# Agraulosz (Aktaiosz lánya)
Agraulosz, görög mitológiai alak.  Apja Aktaiosz, Athén első királya. Férje Kekropsz, fiuk Erüzikton, lányaik Herszé, Agraulosz és Pandroszosz.